# Natureza alegórica com o busto de Francesco I d'Este
A Natureza alegórica com o busto de Francesco I d'Este é uma pintura, um óleo sobre a tela, produzida pelo pintor italiano Francesco Stringa entre o final do século XVII e o início do século XVIII. A obra representa o busto de Francesco I d’Este circundado por alguns objetos.